# Théorème de Frucht
Le théorème de Frucht est un résultat de théorie algébrique des graphes conjecturé en 1936 par Dénes Kőnig et prouvé en 1939 par Robert Frucht,. Il affirme que tout groupe fini est le groupe des automorphismes d'un certain graphe non orienté.